# Cimbálová muzika Milana Broučka
Cimbálová muzika Milana Broučka (CMMB) vznikla v roce 2014 spojením houslisty Plzeňské filharmonie Milana Broučka a cimbalistky Vlaďky Křenkové, která v té době hostovala na filmovém turné po Německu s Plzeňskou filharmonií. Následně se do kapely přidali další členové – Michal Vostrý, který hrál s Milanem Broučkem v kapele Gili Romani, Ondřej Pustějovský a Vojtěch Masnica, členové Plzeňské filharmonie, a Anton Masnica, otec Vojtěcha. V tomto složení funguje CMMB až do současnosti. V repertoáru CMMB se nachází mnoho žánrů – prvky folkloru (českého, moravského, slovenského, maďarského), cikánské melodie, oblíbené filmové melodie, pop a rock covery, atd. Vlastní písně CMMB vycházejí z pera skladatele Dalibora Bárty a textaře Václava Bárty. CMMB má dvě základny, v Praze a v Plzni, a působí po celé České republice i v zahraničí.

## Členové CMMB
- Milan Brouček (housle): absolvent plzeňské konzervatoře – obor housle, zpěv. Hře na housle se začal věnovat již v pěti letech a prošel řadou folklórních souborů (Usměváček, Úsměv…) a různými orchestry (DJKT, Česká komorní filharmonie…). Je členem Plzeňské filharmonie. Založil plzeňskou romskou kapelu Gili Romani a dlouhou dobu v ní působil. Rád experimentuje s hudebními styly.
- Ondřej Pustějovský (housle): rodák z Ostravy, na housle začal hrát ve čtyřech letech pod vedením svých rodičů, členů Cimbálové muziky Lipka. Po přestěhování do jižních Čech navštěvoval ZUŠ v Českých Budějovicích a získal přední ocenění na houslových soutěžích (Kocianova houslová soutěž, Prague Junior Note…). Absolvoval konzervatoř v Českých Budějovicích a poté AMU v Praze. Je laureátem Soutěžní přehlídky konzervatoří v Teplicích a Soutěže Nadace B. Martinů v Praze. V minulosti působil v pražské PKF – Prague Philharmonia, nyní je členem Plzeňské filharmonie.
- Michal Vostrý (viola): bývalý dlouholetý člen plzeňských folklorních souborů Jiskřička a Jiskra. Během studia farmacie působil v souboru Kvítek a díky Hradecké cimbálové muzice se stal milovníkem moravského a maďarského folkloru. V roce 2010 se seznámil s Milanem a působil s ním jako houslista v romské kapele Gili Romani. V roce 2014 se stal violistou nově vzniklé CMMB. Stále se věnuje i folkloru ze západu Čech – je členem souboru Plzeňský MLS. Hudba je mu nejmilejším koníčkem, zaměstnán je v laboratořích Fakultní nemocnice v Plzni.
- Vojtěch Masnica (kontrabas): studoval hru na kontrabas na hudebním gymnáziu Jana Nerudy u Antona Masnici, následně na Pražské konzervatoři u Tomáše Vybírala a na AMU u doc. Radomíra Žaluda. V roce 2012 absolvoval orchestrální akademii PKF – Prague philharmonia, kde pokračoval ještě další rok jako člen orchestru. V letech 2015–2017 působil jako vedoucí skupiny kontrabasů Plzeňské filharmonie a v září 2017 je členem orchestru Národního divadla.
- Anton Masnica (akordeon): vystudoval Odbornou ladičskou školu a Konzervatoř pro zrakové postiženou mládež, obor kontrabas, akordeon. Od roku 1986 učí na ZUŠ Čerčany, kde je od roku 2009 ředitelem školy. V letech 1993–2011 vyučoval hru na kontrabas na Hudební škole hlavního města Prahy, a v letech 1998–2011 v hudebních třídách Gymnázia Jana Nerudy. Od roku 2013 vyučuje na Konzervatoři Jana Deyla předmět Ladění klavírů. Po celou dobu se věnuje hře na kontrabas a akordeon a jako člen komorních orchestrů a folklórních souborů procestoval téměř celou Evropu. Průběžně se věnuje ladění klavírů, spolupracuje s firmou Machart piana, která se specializuje na koncertní ladění a spolupracuje s nejvýznamnějšími kulturními institucemi v České republice.
- Vlaďka Křenková (cimbál): absolvovala hru na cimbál a hru na klavír na Konzervatoři P. J. Vejvanovského v Kroměříži, kde také vyučovala na ZUŠ a působila jako korepetitorka baletu. Od roku 2012 se věnuje soukromé hudební výuce v Praze a zabývá se vzděláváním dětí i dospělých. Díky inspiracím v soukromé výuce vytvořila celostátní projekt ChciLekci.cz, který nabízí lektory mnoha oborů z celé ČR. Je zakladatelkou příměstských táborů v Praze, zaměřených na umělecké obory (hudba, tanec, výtvarno). Od roku 2018 přesouvá svou vzdělávací činnost do nového hudebního a vzdělávacího studia, které vzniká ve spolupráci s mezzosopranistkou Editou Adlerovou.

## Spolupráce
- Plzeňská filharmonie
- Český rozhlas Plzeň
- Edita Adlerová
- Dalibor Bárta
- Mirka Novak
- Oldřich Vlček